# Playa Cardz Right
Playa Cardz Right è un singolo della cantante statunitense Keyshia Cole, interpretato con il compianto rapper Tupac Shakur. Il brano, inizialmente incluso nell'album postumo di Shakur Pac's Life (2006), è stato poi estratto dal terzo album in studio di Keyshia Cole, ossia A Different Me (2008).

## Tracce
- Download digitale

1. Playa Cardz Right (featuring 2Pac) – 4:53